# Office of the Prime Minister and Privy Council
Der Office of the Prime Minister and Privy Council (franz. Bureau du Premier ministre et du Conseil privé), ehemals  Langevin Block (franz. Édifice Langevin), ist ein Gebäude im Regierungsbezirk Ottawas. Es beherbergt ein Büro des kanadischen Premierministers und die Büroräume des Kanadischen Kronrats. Die gesamte Anlage ist seit 1977 als nationale historische Stätte klassifiziert.

## Lage und Beschreibung
Der Langevin Block mit der Adresse 80 Wellington Street liegt an der Ecke zur Elgin Street, dabei ist die Schmalseite dem Confederation Square zugewandt. Es nimmt den halben Straßenblock ein.
Das Gebäude wurde von Thomas Fuller im Stil des Second Empire gestaltet.
Benannt wurde das Gebäude nach Hector-Louis Langevin.
Die liberale Regierung unter Justin Trudeau kündigte 2017 aufgrund Langevins kontroverser Rolle bezüglich kanadischer Residential Schools an, das Gebäude in Office of the Prime Minister and Privy Council umzubenennen. Von der Parlamentsverwaltung und Parks Canada wird allerdings weiterhin der alte Name verwendet.